# Ball/Metamorphosis
Ball/Metamorphosis è il terzo box-set del gruppo musicale Iron Butterfly pubblicato nel 2015 dall'etichetta BGO Records. Contiene gli album Ball e Metamorphosis.

## Tracce
1. In the Time of Our Lives – 4:46
2. Soul Experience – 2:50
3. Lonely Boy – 5:05
4. Real Fright – 2:40
5. In the Crowds – 2:12
6. It Must Be Love – 3:11
7. Her Favorite Style – 3:11
8. Filled with Fear – 3:23
9. Belda-Beast – 5:46
10. Free Flight – 0:40
11. New Day – 3:08
12. Shady Lady – 3:50
13. Best Years of Our Life – 3:55
14. Slower Than Guns – 3:37
15. Stone Believer – 5:20
16. Soldier in Our Town – 3:10
17. Easy Rider (Let the Wind Pay the Way) – 3:06
18. Butterfly Bleu – 14:03

- Tracce 1-9: Ball
- Tracce 10-18: Metamorphosis